# Сатанинская ведьма
«Сатанинская ведьма» — книга Антона Шандора Лавея, в настоящее время выпускаемая издательством Feral House. Книга представляет собой трактат о т. н. «малой магии», системе манипуляций посредством прикладной психологии и гламура, чтобы подчинить человека или обстоятельства своей воле. Книга представлена как продолжение семинаров Лавея по ведьмам, которые проводились до основания Церкви. В книге представлены методы, которые являются инструментом женственности и с помощью которых женщина может очаровывать мужчин и манипулировать ими.
Книга была впервые опубликована под названием «Совершенная ведьма, или Что делать, когда добродетель терпит крах» (англ. The Compleat Witch, or What to Do When Virtue Fails) в 1971 году издательством Dodd, Mead & Company. Первое издание было выпущено в мягкой обложке издательством Lancer Books в 1972 году. В 1989 году она была переиздана издательством Feral House с предисловием Зины Лавей и была переименована в «Сатанинскую ведьму», а после книга выпускалась уже с предисловием Пегги Надрамиа и послесловием Бланш Бартон. Книга завершается списком более чем из 170 книг по темам психологии, антропологии, социологии, биологии и томами о сексуальности и языке тела.

## Издания
- Антон Шандор ЛаВей. Сатанинская ведьма (англ.). — Dodd, Mead & Company, 1971. — 284 p. — ISBN 0-922915-84-9.